# Schnellfahrstrecke København–Ringsted
| Køge Nord, 2020 |                                                                                       |                                                          |                                                          |
| |                                                                                       |                                                          |                                                          |
| Streckennummer: | 6                                                                                     |                                                          |                                                          |
| Streckenlänge: | 63,9 km                                                                               |                                                          |                                                          |
| Spurweite: | 1435 mm (Normalspur)                                                                  |                                                          |                                                          |
| Stromsystem: | 25 kV, 50 Hz ~                                                                        |                                                          |                                                          |
| Maximale Neigung: | Vigerslev–Bjæverskov: 20,0 bis 17,1 ‰                                                 |                                                          |                                                          |
| Streckengeschwindigkeit: | Kopenhagen Hbf–km 6,8 120 km/h km 6,8–km 9,1 150 km/h (Vigerslev)–(Ringsted) 200 km/h |                                                          |                                                          |
| Zugbeeinflussung: | ZUB 123, ERTMS                                                                        |                                                          |                                                          |
| |                                                                                       |                                                          |                                                          |
| \| \| \| von København H \| \| \| \| 4,6 \| Ny Ellebjerg \| Ny Ellebjerg \| \| \| \| Bahnstrecke København–Malmö von Malmö \| \| \| \| 6,2 \| Vigerslev Fjern \| Vigerslev Fjern \| \| \| \| nach Hvidovre Fjern \| \| \| \| 6,8 \| Beginn ETCS-Strecke[2] \| Beginn ETCS-Strecke[2] \| \| \| 7,3 \| Kulbanetunnel \| Kulbanetunnel \| \| \| 9,1 \| Avedøre Havnevej \| Avedøre Havnevej \| \| \| 9,8 \| Hvidovre Tunnel \| Hvidovre Tunnel \| \| \| 21,7 \| Kildebrønde \| Kildebrønde \| \| \| 32,8 \| Jersie Fjern \| Jersie Fjern \| \| \| 35,5 \| Køge Nord \| Køge Nord \| \| \| \| nach Køge \| \| \| \| \| Bahnstrecke Roskilde–Næstved nach Køge \| \| \| \| \| von Roskilde \| \| \| \| 39,5 \| Lellinge \| Lellinge \| \| \| 46,1 \| Bjæverskov[4] \| Bjæverskov[4] \| \| \| 56,6 \| Kværkeby (1887 DST, 1898 Pers.-Bhf., 1970 Hst. bis 1974) \| Kværkeby (1887 DST, 1898 Pers.-Bhf., 1970 Hst. bis 1974) \| \| \| \| Køge–Ringsted Banen von Køge (bis 31. März 1963) \| \| \| \| 58,3 \| Ende ETCS-Strecke[2] \| Ende ETCS-Strecke[2] \| \| \| 59,261,4 \| Änderung der Kilometrierung \| Änderung der Kilometrierung \| \| \| 63,9 \| Ringsted \| Ringsted \| \| \| \| \| \| |                                                                                       |                                                          |                                                          |
| Strecke |                                                                                       | von København H                                          | von København H                                          |
| Haltepunkt / Haltestelle | 4,6                                                                                   | Ny Ellebjerg                                             | Ny Ellebjerg                                             |
| Abzweig geradeaus und von links |                                                                                       | Bahnstrecke København–Malmö von Malmö                    | Bahnstrecke København–Malmö von Malmö                    |
| Dienststation / Betriebs- oder Güterbahnhof | 6,2                                                                                   | Vigerslev Fjern                                          | Vigerslev Fjern                                          |
| Abzweig geradeaus und nach rechts |                                                                                       | nach Hvidovre Fjern                                      | nach Hvidovre Fjern                                      |
| Grenze | 6,8                                                                                   | Beginn ETCS-Strecke                                      | Beginn ETCS-Strecke                                      |
| Tunnel | 7,3                                                                                   | Kulbanetunnel                                            | Kulbanetunnel                                            |
| ehemalige Überleitstelle / Spurwechsel | 9,1                                                                                   | Avedøre Havnevej                                         | Avedøre Havnevej                                         |
| Tunnel | 9,8                                                                                   | Hvidovre Tunnel                                          | Hvidovre Tunnel                                          |
| ehemalige Überleitstelle / Spurwechsel | 21,7                                                                                  | Kildebrønde                                              | Kildebrønde                                              |
| ehemalige Überleitstelle / Spurwechsel | 32,8                                                                                  | Jersie Fjern                                             | Jersie Fjern                                             |
| Bahnhof | 35,5                                                                                  | Køge Nord                                                | Køge Nord                                                |
| Abzweig geradeaus und nach links |                                                                                       | nach Køge                                                | nach Køge                                                |
| Kreuzung geradeaus unten |                                                                                       | Bahnstrecke Roskilde–Næstved nach Køge                   | Bahnstrecke Roskilde–Næstved nach Køge                   |
| Abzweig geradeaus und von rechts |                                                                                       | von Roskilde                                             | von Roskilde                                             |
| ehemalige Überleitstelle / Spurwechsel | 39,5                                                                                  | Lellinge                                                 | Lellinge                                                 |
| ehemalige Überleitstelle / Spurwechsel | 46,1                                                                                  | Bjæverskov                                               | Bjæverskov                                               |
| ehemaliger Dienststation / Betriebs- oder Güterbahnhof | 56,6                                                                                  | Kværkeby (1887 DST, 1898 Pers.-Bhf., 1970 Hst. bis 1974) | Kværkeby (1887 DST, 1898 Pers.-Bhf., 1970 Hst. bis 1974) |
| Abzweig geradeaus und ehemals von links |                                                                                       | Køge–Ringsted Banen von Køge (bis 31. März 1963)         | Køge–Ringsted Banen von Køge (bis 31. März 1963)         |
| Grenze | 58,3                                                                                  | Ende ETCS-Strecke                                        | Ende ETCS-Strecke                                        |
| Grenze | 59,261,4                                                                              | Änderung der Kilometrierung                              | Änderung der Kilometrierung                              |
| Bahnhof | 63,9                                                                                  | Ringsted                                                 | Ringsted                                                 |
| Strecke |                                                                                       |                                                          |                                                          |

Die Schnellfahrstrecke København–Ringsted ist eine zweigleisige Schnellfahrstrecke in Dänemark. Es ist die erste Schnellfahrstrecke in Dänemark.
Der Streckenbau wurde mit 10,4 Milliarden DKK veranschlagt. Die Eröffnung erfolgte am 31. Mai 2019.

## Chronologie der Bauphase
Der Bau der 60 km langen, parallel neben der Autobahn verlaufenden Strecke begann am 6. September 2012.
Am 13. September 2016 fand der „erste Spatenstich“ für den Bau des Bahnhofs Køge Nord statt. Nach Fertigstellung der Station wird mit täglich 90 000 Fahrgästen gerechnet.
Am 28. September 2016 erteilte der Transportminister Hans Christian Schmidt dem Unternehmen Strukton Rail A/S den offiziellen Auftrag zur Verlegung des Oberbaues der 60 km langen Neubaustrecke. Die Arbeiten begannen am 1. November 2016 in Ringsted und dauerten bis zum 1. Mai 2017. Der erste Abschnitt war von Ringsted bis Køge Nord Station, dann folgte die Strecke bis Hvidovre. Der kurze Abschnitt Hvidovre–Vigerslev wurde ab dem 1. Februar 2017 verlegt, nachdem die beiden Tunnel in Hvidovre und Valby fertiggestellt waren.
Der 300 m lange Gleisbauzug verlegte etwa 1800 m Gleis pro Tag. Eingebaut wurden Langschienen mit einer Metermasse von 60 kg und Lieferlängen von 120 m. Insgesamt wurden 180 000 Betonschwellen mit einer Masse von je 300 kg eingebaut.
Ab Januar 2017 wurde mit der Umgestaltung des Bahnhofes Ringsted begonnen. Der Umbau umfasst 16 km Gleisanlagen und 24 Weichen. Der Umbau des Bahnhofes soll Ende 2018 abgeschlossen sein. Ebenso wurden seit diesem Zeitpunkt die Fundamente der Oberleitungsmasten in Hvidovre und ab März 2017 im Abschnitt zwischen Ishøj und Vallensbæk gesetzt.
Am 1. Mai 2017 begann mit der Elektrifizierung der Strecke die zweite Bauphase, gleichzeitig wurde das neue Zugbeeinflussungssystem ETCS Level 2 eingebaut. Diese Arbeiten sollten bis zum Februar 2018 abgeschlossen sein.
Wegen Verzögerungen bei der ETCS-Ausrüstung der Triebzüge musste zusätzlich das bisherige Zugbeeinflussungssystem ATC installiert werden. Dadurch verzögerte sich die Inbetriebnahme der elektrischen Ausrüstung bis Mitte August 2018. Anfänglich war mit ATC die Höchstgeschwindigkeit auf 180 km/h beschränkt und es wurde nur mit einer Zugfahrt je Richtung gerechnet. Die Eröffnung der Strecke verschob sich auf Mai 2019.

## Betrieb
Die Strecke wurde am 31. Mai 2019 durch Frederik von Dänemark eröffnet. Trotz der Möglichkeit eines Hochgeschwindigkeitsverkehrs sind in Dänemark keine Züge vorhanden, die diese Geschwindigkeit erreichen können. Seit dem Fahrplanwechsel im Dezember 2019 verkürzte sich die Reisezeit zwischen Kopenhagen und Ringsted um fünf Minuten, zwischen Næstved und Kopenhagen um neun Minuten. Die Baukosten der Strecke blieben mit neun Mrd. unter dem Ansatz von zehn Mrd. Kronen.
Ab dem 8. Juli 2019 wurde das Mehrzugsystem auf der Strecke freigegeben, das die bisherige manuelle Überwachung von nur einem möglichen Zug auf der Strecke ablöst. Zudem wurde ab diesem Termin der Fahrplan verdichtet und die zulässige Höchstgeschwindigkeit von 120 km/h auf 180 km/h erhöht.
Nachdem am 11. April 2023 auf der gesamten Strecke ERTMS in Betrieb genommen wurde, konnte Ende Januar 2024 die Freigabe für eine Höchstgeschwindigkeit von 200 km/h erfolgen.